# 30e congresdistrict van Californië

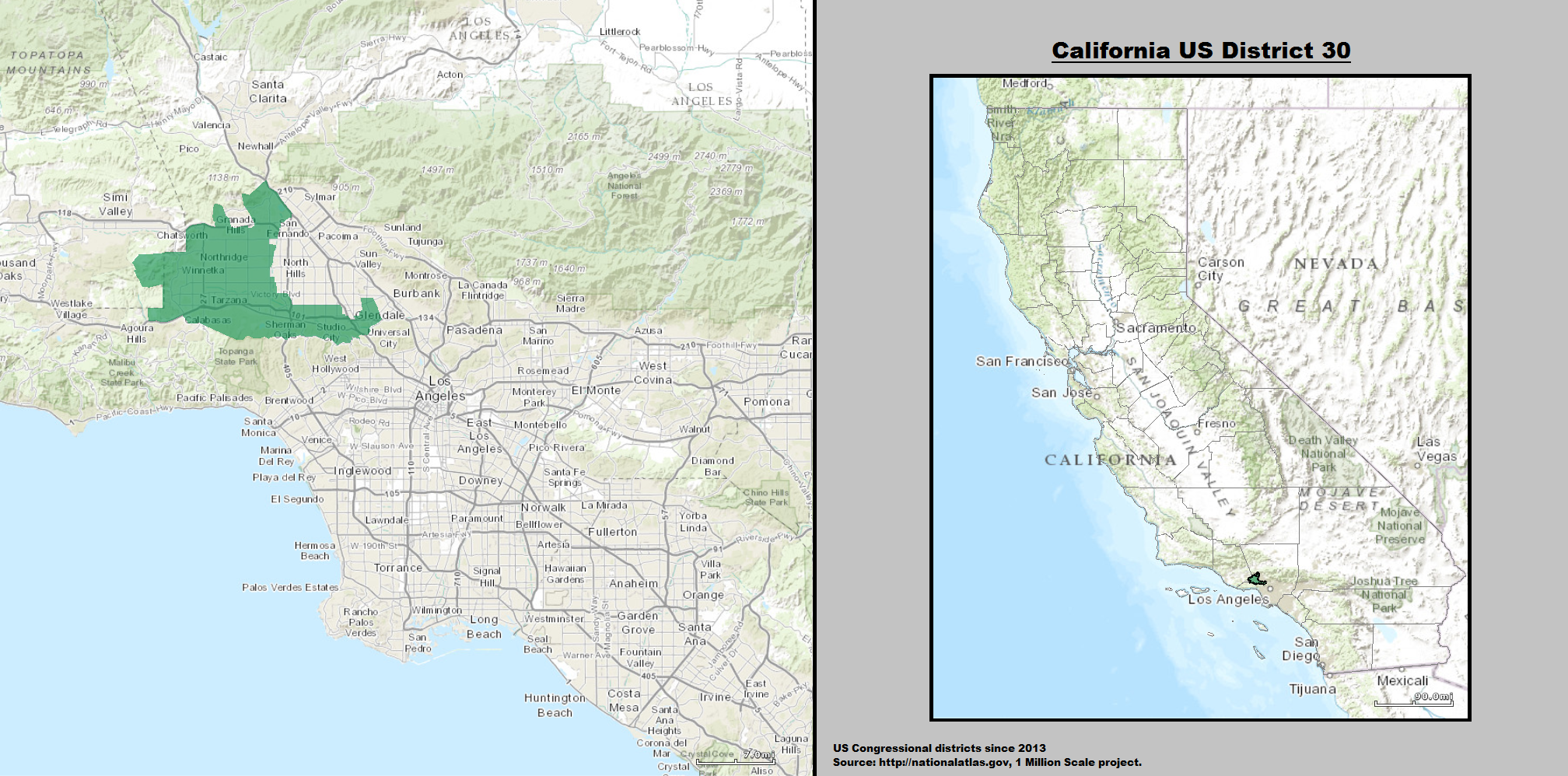
Ligging van het district in de staat Californië

Het 30e congresdistrict van Californië is een kiesdistrict voor het Amerikaanse Huis van Afgevaardigden. Het district omvat de westelijke delen van de San Fernando Valley. Sinds 3 januari 2013 is Democraat Brad Sherman de afgevaardigde voor het district.

## Presidentsverkiezingen
| Jaar | Resultaten                             | Winnende partij | Winnende partij      |
| ---- | -------------------------------------- | --------------- | -------------------- |
| 2000 | George W. Bush 75% - 19% Al Gore       |                 | Democratische Partij |
| 2004 | George W. Bush 33% - 66% John Kerry    |                 | Democratische Partij |
| 2008 | John McCain 28% - 70% Barack Obama     |                 | Democratische Partij |
| 2012 | Barack Obama 70% - 32% Mitt Romney     |                 | Democratische Partij |
| 2016 | Hillary Clinton 69% - 26% Donald Trump |                 | Democratische Partij |